# Allegorie op het geloof
Allegorie op het geloof is een schilderij uit 1670-1674 van de Hollandse meester Johannes Vermeer (1632-1675). Het werk is in het bezit van de Metropolitan Museum of Art in New York, net als Slapend meisje, Vrouw met waterkan, De luitspeelster en Meisjeskopje.

## Beschrijving
Dit late schilderij van Vermeer is een atypisch werk binnen zijn oeuvre. Johannes Vermeer was weliswaar in een katholieke familie ingetrouwd, maar had sinds Christus in het huis van Martha en Maria (1655) geen religieuze thema's meer geschilderd. Mogelijk heeft hij het werk in opdracht van de plaatselijke jezuïeten-orde vervaardigd. Eerder had Vermeer met Allegorie op de schilderkunst een vergelijkbaar werk vervaardigd, maar dat doek is eerder een realistische afbeelding van het ambacht van de schilder dan een echte allegorie.
Allegorie op het geloof staat echter bol van symbolische verwijzingen naar het hoofdthema van het schilderij. De bleke vrouw in de blauwwit satijnen jurk grijpt met haar rechterhand theatraal naar haar boezem, ondertussen haar blik in vervoering opwaarts richtend naar de glazen bol aan het plafond als teken van oprecht geloof. Haar linkerhand rust op het tafeltje met daarop een geopende bijbel, een crucifix en een gouden kelk. Op de marmeren tegelvloer ligt een slang kronkelend en bloedend onder een baksteen, symbolisch voor de overwinning van Jezus Christus op het kwaad. Iets verderop ligt een appel met een hap eruit - een verwijzing naar de verboden vrucht uit het aards paradijs.
Op de achterwand hangt een schilderij over de kruisiging van Jacob Jordaens (1593-1678), een Vlaamse barokschilder uit de Antwerpse School, in contrast met het wereldse paneel in goudleer ernaast.

## Eigenaren

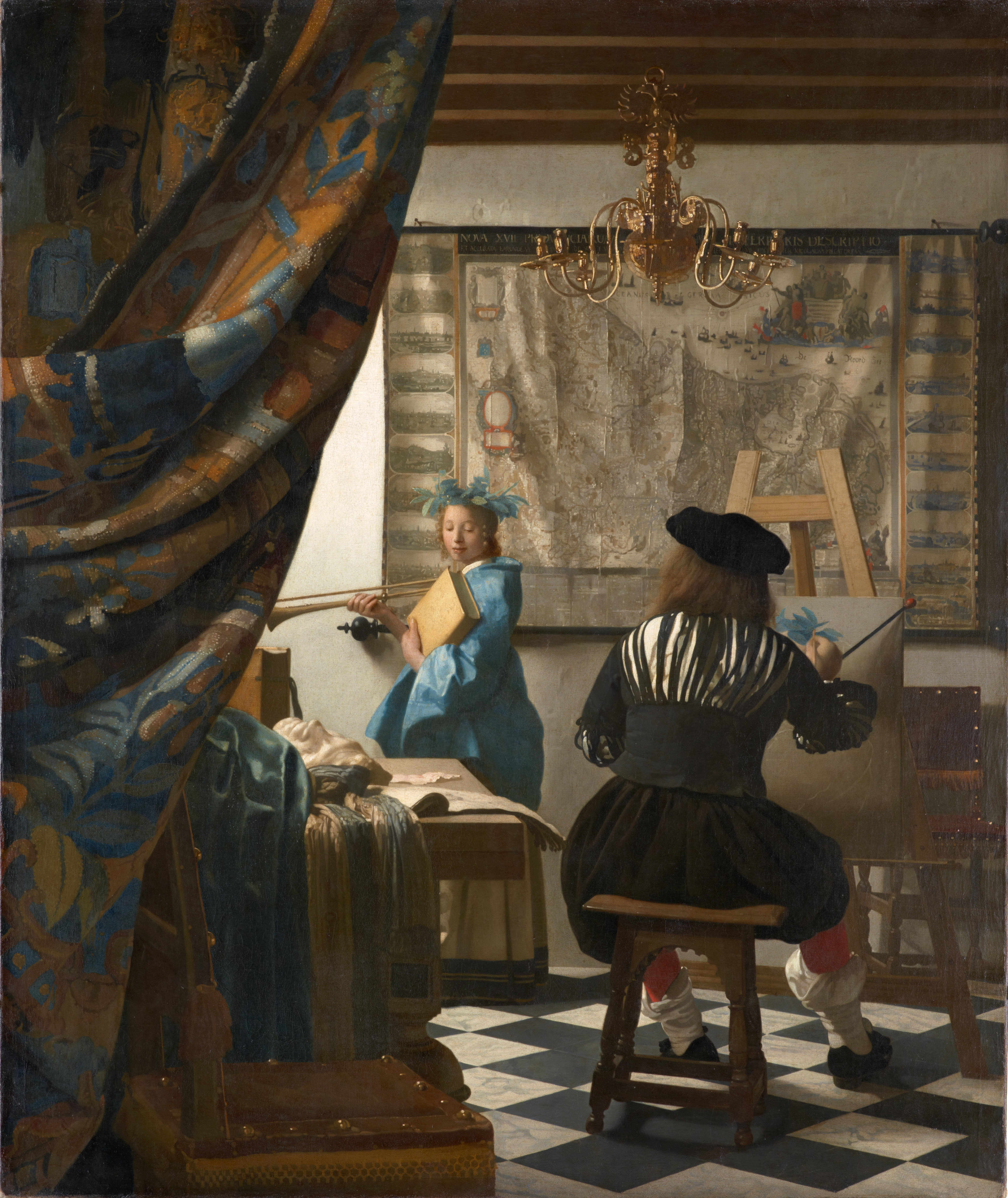
Allegorie op de schilderkunst

Eind zeventiende eeuw was Allegorie op het geloof in het bezit van Herman Stoffelsz. van Swol, de vader van Christoffel van Swol, gouverneur-generaal van de VOC. Het doek werd in 1699, 1718, 1735 en 1749 verhandeld op veilingen in Amsterdam. Begin negentiende eeuw bevond het schilderij zich in Oostenrijk. Aan het einde van die eeuw kwam het doek, toen nog toegeschreven aan ene 'Eglon van der Neer', in handen van Dmitrii Tchoukine, de enige Rus die ooit een werk van Vermeer bezat. In 1899 kocht de Nederlandse kunstverzamelaar Abraham Bredius het schilderij voor 700 mark. Bredius leende het werk uit aan het Mauritshuis en Museum Boijmans Van Beuningen tot hij het in 1928 verkocht aan de Amerikaan Michael Friedsam. Deze legateerde Allegorie op het geloof in 1931 aan het Metropolitan Museum of Art in New York.
Diana en haar nimfen · Christus in het huis van Martha en Maria · De koppelaarster · Slapend meisje · Brieflezend meisje bij het venster · Het straatje · De soldaat en het lachende meisje · Het melkmeisje · Het glas wijn · Dame en twee heren · Onderbreking van de muziek · Gezicht op Delft · De muziekles · Brieflezende vrouw in het blauw · Vrouw met weegschaal · Vrouw met waterkan · De luitspeelster · Vrouw met parelsnoer · Schrijvende vrouw in het geel · Meisje met de rode hoed · Meisje met de parel · Het concert · Allegorie op de schilderkunst · Meisjeskopje · Dame en dienstbode · De astronoom · De geograaf · De kantwerkster · De liefdesbrief · De gitaarspeelster · Schrijvende vrouw met dienstbode · Allegorie op het geloof · Staande virginaalspeelster · Zittende virginaalspeelster
Omstreden toeschrijvingen: Sint Praxedis · Zittende vrouw aan het virginaal · Meisje met de fluit